# Габријел Иглесијас
Габријел Иглесијас (енгл. Gabriel Iglesias; Сан Дијего, 15. јул 1976) је амерички стенд-ап комичар, глумац, продуцент. Познат је по својим емисијама I'm Not Fat... I'm Fluffy и Hot & Fluffy. Причу почиње користећи разне гласове и звучне ефекте, познат је по својој тежини и хавајским кошуљама.

## Детињство и младост
Рођен је као Габријел Хезус Иглецијас у Сан Дијегу, Калифорнија. Мексичког је порекла. Са маком је живео у Риверсајду, Корони, Санта Ани, Болдвин Парку и Комптону, а онда се селе у Лонг Бич, где је Иглесијас провео највећи део свог одрастања.

## Каријера
Пре одласка у комедију, Иглесијас је радио за једну телефонску компанију у Лос Анђелесу, Калифорнија. Иако је његова породица инсистирала да остане на томе послу ради финансијске сигурности, он је инсистирао да се опроба у комедији. Радећи два посла показало се као врло тешко, одлучио је да ризикује и да се у потпуности посвети комедији, упркос савету своје мајке да не ради то. Иглесијас је напустио телефонску компанију, то је довело до тога да буде исељен из куће и до губитка аута. Упркос томе он је наставио са комедијом.
Иглесијас често рефернцира своју тежину у својој комедији, често говорећи „О, ја нисам дебео, ја сам паперјаст“, термин који је био популаран код гојазних људи у 1940-им, који он често користи у својој глуми. Такође је установио различите „Нивое гојазности“, које је описао као „Пет нивоа гојазности“, да би касније додао и шести, , под називом „Ох, дођавола, не!" у 2009.
Иглесијас је 2007. године, посудио глас целој мексичкој породици у епизоди "Padre de Familia", познате америчке серије Породични човек која се емитује на Фокс телевизији.
У новембру 2009, Комеди сентрал објављује DVD програма Gabriel Iglesias: I'm Not Fat... I'm Fluffy.
У 2011, Комеди сентрал приказује  Gabriel Iglesias Presents Stand Up Revolution, станд-уп наступе које води и продуцира Габријел Иглесијас.
Иглесијас је тренутно домаћин/ко-домаћин у шест епизода Equals Three, више него било који гост.
У 2012, глуми ДЈ-а у филму Magic Mike.
Дана 10. фебруара 2012. Иглесијас добија неколико награда од града Ел Пасо, укључујући и кључеве од града.

## Дискографија
- Hot and Fluffy (2008)
- We Luv Fluffy (2009)